# Birlinn
Birlinn (stavet bìrlinn på skotsk gælisk) er en træbåd med sejl eller årer som fremdriftsmiddel, der blev brugt i stor udstrækning på Hebriderne og West Highlands i Skotland fra middelalderen. engelsk og skotsk har både "berlin" og "birling". Det gælisk-nordiske ord kan være afledt af det norrøne byrðingr (skib af bryde). Det er foreslået, at denne type kan spores tilbage til Broighter-bådtypen fra første århundrede f.Kr., der blev udstyret med årer og et firkantet sejl uden at være påvirket af vikingerne. Det er dog usikkert om Broighter-modellen repræsenterer en træskib eller en skind-dækket båd af currach-typen. De fleste forskere mener, at vikingeskibene har haft indflydelse på birlinnens udformning.
Birlinn-både var klinkbyggede og kunne ros eller sejles for råsejl. Det havde en mast og et firkantet sejl. Mindre fartøjer af denne type har haft ned til 12 årer, mens større skibe fra West Highland kan have haft op mod 40. I over 400 år op til 1600-tallet var birlinn den dominerende bådtype på Hebriderne.
En rapport fra 1615 til det skotske statsråd skelner mellem galejer, der har 18-20 årer, og birlinner, der har 12-18 årer. Der er ingen antydning af en strukturel forskel, og rapporten nævner, at der sad tre mand per åre.
Birlinnen optræder i skotsk heraldik som "lymphad", der en forvanskning af long fhada (langskib).